# عند العد حتى ثلاثة
عند العد حتى ثلاثة (بالإنجليزية: On the Count of Three)‏ هو فيلم كوميدي أمريكي لعام2021، من إخراج جيرود كارمايكل، من سيناريو وتأليف آري كاتشر وريان ويلش، من بطول جيرود كارمايكل وكريستوفر أبوت، تم عرض الفيلم لأول مرة في مهرجان صندانس السينمائي في 29 يناير 2021، وتم إصداره في 13 مايو 2022.

## روابط خارجية
- عند العد حتى ثلاثة على موقع IMDb (الإنجليزية)
- عند العد حتى ثلاثة على موقع ميتاكريتيك (الإنجليزية)
- عند العد حتى ثلاثة على موقع روتن توميتوز (الإنجليزية)
- عند العد حتى ثلاثة على موقع ألو سيني (الفرنسية)
- عند العد حتى ثلاثة على موقع فيلمافينيتي (الإسبانية)
- عند العد حتى ثلاثة على موقع قاعدة بيانات الفيلم (الإنجليزية)
- عند العد حتى ثلاثة على موقع ليتربوكسد (الإنجليزية)
- عند العد حتى ثلاثة على موقع كينوبويسك (الروسية)